# 로라 레이턴
로라 레이턴(Laura Leighton, 1968년 6월 24일 ~ )은 미국의 배우이다.

## 출연 작품
- 프리티 리틀 라이어스 6 (2015)
- 프리티 리틀 라이어스 4 (2013)
- 프리티 리틀 라이어스 3 (2012)
- 프리티 리틀 라이어스 2 (2011)
- 프리티 리틀 라이어스 1 (2010)
- 버로워즈 (2008)
- 스카이 이즈 폴링 (2000)
- 클린 앤 내로우 (1999)
- 세븐 걸프렌드 (1999)
- 뉴욕 캅 (1998)
- 더 오더 우먼 (1995)
- 사선의 연인 (1995)
- 비버리힐즈의 아이들 (1990)